# برناردو سكي
برناردو سكي (بالإيطالية: Bernardo Secchi)‏ ‏ (2 يونيو 1934 – 15 سبتمبر 2014) هو مهندس معماري إيطالي، وَأستاذ التخطيط الحَضري في المعهد الجامعي للهندسة المعمارية في البندقية، حصل على درجة البكالوريوس في الهندسة المعمارية.

## السيرة الذاتية
تخرج من معهد البوليتكنيك في ميلانو مع الأستاذ جيوفاني موزيو، الذي كان مساعد في قسم الهندسة المعمارية في كلية الهندسة في معهد البوليتكنيك في ميلانو حتى عام 1960، وفي الوقت نفسه أجرى بحوثاً كمدير أبحاث اقتصادية في معهد لومبارد، والدراسات الاجتماعية (إيلسيس).
في عام 1966 عمل أستاذ مساعد وأستاذ الاقتصاد في "كلية الاقتصاد في أنكونا"، ومنذُ عام 1974 وهو أستاذ التخطيط العمراني بكلية الهندسة المعمارية في ميلانو، حيث أنه هو أيضاً العميد من عام 1976 إلى عام 1982، وفي عام 1984 انتقل إلى جامعة الهندسة المعمارية في البندقية.
درس في مدرسة أوج ودرس في جامعة لوفين (المعهد الاتحادي السويسري من زيوريخ للتكنولوجيا)، وكان عضو في المجلس الأوروبي وهو حاصل على ماجستير في التخطيط الحضري (الاتحاد النقدي الأوروبي – البندقية، اتحاد الوطنيين الكونغوليين) للتدريس.
في عام 1990 أسس الاستوديو المرتبط بفيجانو باولا.

## المنشورات
- التحليل الاقتصادي للمشاكل الإقليمية، ميلانو عام 1965.
- تحليل الهياكل المحلية، فرانكو إنجيلي، ميلانو عام 1965.
- عدم التوازن الإقليمي والتنمية الاقتصادية، مارسيليو، البندقية عام 1974.
- مشروع للعمران، إينودي، تورينو عام 1989.
- الدرس الأول للعمران، لاتيرزا، روما 2000.
- مدينة القرن العشرين، لاتيرزا، 2005 الغجر-باري.
- أنفير. إقليم الحداثة الجديدة، مع ص فيجانو، 2009 أمستردام.
- بين الأدب والتحضر-بين الأدب والعمران، جيافيدوني، بوردينوني 2011.
- مدينة الأغنياء والمدينة الفقيرة، لاتيرزا، روما-باري 2013.